# Chactas moreti
Espèce
Chactas moreti est une espèce de scorpions de la famille des Chactidae.

## Distribution
Cette espèce est endémique de la province de Sucumbíos en Équateur. Elle se rencontre vers San Pablo de Kantesiya.

## Description
Le mâle holotype mesure 43,1 mm et la femelle paratype 40,6 mm

## Étymologie
Cette espèce est nommée en l'honneur de Pierre Moret.

## Publication originale
- Lourenço, 2014 : The second confirmed record of the scorpion genus Chactas Gervais, 1844 (Scorpiones, Chactidae) from Ecuador with description of a new species from the Amazonian Province of Sucumbíos. ZooKeys, no 372, p. 17–26 (texte intégral).